# Regulate...G Funk Era
Regulate...G Funk Era – debiutancki album amerykańskiego rapera Warrena G. Został wydany w 1994 r. nakładem wytwórni Def Jam. Album zawiera największy hit w jego karierze "Regulate", z udziałem Nate Dogga.

## Lista utworów
1. "Regulate" featuring Nate Dogg
2. "Do You See" featuring Nate Dogg
3. "Gangsta Sermon" featuring B-Tip & Ricky Harris
4. "Recognize" featuring The Twinz
5. "Super Soul Sis" featuring Jah Skills
6. "'94 Ho Draft" featuring B-Tip & Ricky Harris
7. "So Many Ways" featuring Wayniac & Lady Levi
8. "This D.J." featuring O.G.L.B.
9. "This Is The Shack" featuring The Dove Shack
10. "What's Next" featuring Mr. Malik
11. "And Ya Don’t Stop"
12. "Runnin' Wit No Breaks" featuring Jah Skills, Bo Roc, G Child & The Twinz
13. "Regulate (Remix)" featuring Nate Dogg (utwór dodatkowy)

## Sample
Regulate
- "I Keep Forgettin’ (Every Time You’re Near)" – Michael McDonald
- "Sign of the Times" – Bob James
- "Let Me Ride" – Dr. Dre

Do You See
- "Juicy Fruit" – Mtume
- "Mama Used To Say" – Junior

Super Soul Sis
- "Don’t Stop (Ever Loving Me)" – One Way
- "Why Have I Lost You" – Cameo
- "Nuthin’ but a 'G' Thang (Freestyle Remix)" – Snoop Dogg

94 Ho Draft
- "Groove To Get Down" – T-Connection

This D.J.
- "Curious" by Midnight Star
- "Juicy Fruit" – Mtume
- "Paid in Full" – Eric B and Rakim

And Ya Don’t Stop
- "Janitzio" - Don Julian

Runnin' Wit No Breaks
- "Go On and Cry" – Les McCann & Eddie Harris
- "N.T." – Kool & the Gang

## Notowania
Album – Billboard (Północna Ameryka)
| Rok  | Notowanie         | Pozycja |
| ---- | ----------------- | ------- |
| 1994 | The Billboard 200 | 2       |

Single – Billboard (Północna Ameryka)
| Rok  | Singiel      | Notowanie         | Pozycja |
| ---- | ------------ | ----------------- | ------- |
| 1994 | "Do You See" | Billboard Hot 100 | 42      |
| 1994 | "Regulate"   | Billboard Hot 100 | 2       |
| 1994 | "This D.J."  | Billboard Hot 100 | 9       |